# 史密斯維爾 (伊利諾伊州)
史密斯維爾（英語：Smithville）是位於美國伊利諾伊州皮奧里亞縣的一個非建制地區。該地的面積和人口皆未知。

## 地理
史密斯維爾的座標為40°39′37″N 89°47′59″W / 40.66028°N 89.79972°W，而該地的平均海拔高度為216米（即709英尺）。